# Protoneura dunklei
Protoneura dunklei är en trollsländeart som beskrevs av Daigle 1990. Protoneura dunklei ingår i släktet Protoneura och familjen Protoneuridae. IUCN kategoriserar arten globalt som livskraftig. Inga underarter finns listade i Catalogue of Life.